# Jules Perahim
Jules Perahim, (n. 24 mai 1914, București – d. 2 martie 2008, Paris) a fost un pictor român, evreu de origine, care a excelat în stilul suprarealismului, dar și al realismului socialist.

## Biografie
Născut Iuliș Blumenfeld, Jules Perahim a fost elev al pictorilor Nicolae Vermont și Costin Petrescu. Perahim se distanțează rapid de aceștia la începutul anilor 1930, devenind una din tinerele figuri ale avangardismului suprarealist românesc.
Devine cunoscut sub numele artistic de Perahim, cuvânt care înseamnă în ebraică "flori", a cărui proveniență constă din traducerea  numelui său de familie Blumenfeld (câmp cu flori).
Colaborează la revistele avangardiste unu (1930 - 1932) și Alge (1930 - 1933) , pe care o înființează cu Gherasim Luca și Aurel Baranga. În 1932, are loc prima expoziție personală de tablouri și desene, de tendință suprarealistă, metafizică, la București. Expune la București și la Brașov în 1936 tablouri și desene cu evidente accente de critică socială.
În 1938, expune la Praga, unde îl întâlnește pe artistul dadaist John Heartfield. Întors în România în timpul ascensiunii fascismului, este amenințat de legionari pentru desenele antinaziste și anticapitaliste publicate în presă ("Cuvântul liber", "Reporter", "Pinguin"). Astfel, în timpul ocupației sovietice a Basarabiei, este nevoit să se refugieze în URSS, în RSS Moldovenească. A lucrat ca scenograf la Opera din Chișinău. În timpul operațiunii Barbarossa, dezastrele războiului îl împing până în Armenia, unde își câștigă existența ca decorator al unui teatru pentru răniți.
În martie 1944, este mobilizat la Moscova pentru a fi tehnoredactorul revistei de front "Graiul nou". În această calitate, se întoarce în România în momentul în care aceasta se detașează de Axă. Lucrează ca profesor de scenografie și tehnica artelor grafice la Institutul de Arte Plastice din București (1948 - 1956) și ca redactor-șef al revistei "Arta plastică" (1956 - 1964). De asemenea a colaborat la revista „Veac Nou”. În acest timp, se consacră exclusiv artelor aplicate, ilustrației de carte, decoruri de teatru, decorații murale și ceramică. Din anii șaizeci revine la pictură. În 1969 expune tablouri la Ierusalim și se stabilește în Franța în 1969  și realizează apoi cu succes circa patruzeci de expoziții personale în diverse țări ale lumii.
Începând din anii '90, opera lui Perahim este prezentă și în muzeele românești.
Perahim a murit în anul 2008 la Paris, la vârsta de 94 de ani.  A fost înmormântat la Cimitirul Père-Lachaise. Văduva lui, Marina Vanci-Perahim, istoric al artelor, profesoară emerită la Sorbona, a moștenit drepturile intelectuale și patrimoniale ale artistului.

## Expoziții
- De la propaganda politică la baby boom - Muzeul Județean de Istorie Brașov 25 martie-25 iulie 2016
- De la propaganda politcă la baby boom - PostModernism Museum, Bucuresti, 29 iunie-1 octombrie 2015
- Retrospective , Musee Cantini, Marseille, 2021-2022

## Distincții
- Medalia „A cincea aniversare a Republicii Populare Române” (24 decembrie 1952) „pentru lupta și munca duse în vederea făuririi, consolidării și prosperării Republicii Populare Române”[11]
- Ordinul Muncii clasa a II-a (9 iunie 1954) „pentru merite deosebite în domeniul artelor plastice”[12]
- titlul de Artist Emerit al Republicii Populare Romîne (26 august 1954) „pentru merite excepționale în domeniul dezvoltării artei”[13]
- Ordinul „23 August” clasa a III-a (12 august 1959) „pentru activitate rodnică în dezvoltarea științei și culturii din Republica Populară Romînă”[14]
- Medalia „40 de ani de la înființarea Partidului Comunist din Romînia” (6 mai 1961) „pentru merite în activitatea de partid și întărirea regimului democrat-popular”[15]
- titlul de Maestru Emerit al Artei (28 martie 1962) „pentru activitate deosebită în domeniul artistic”[16][17]
- Ordinul „Meritul Cultural” clasa a II-a (1968) „pentru activitate deosebită în domeniul artelor plastice”[18]